# Жак дьо Нойон
Жак дьо Нойон (на френски: Jacques de Noyon) е френски трапер и пътешественик-изследовател.

## Биография
Роден е на 12 февруари 1668 година в Троа Ривиер, провинция Квебек, Нова Франция (днес Канада), в семейство на френски преселници.
През 1688 г., заедно с други трима трапери, достига до залива Тъндър Бей, на западния бряг на Горно езеро, където зимуват. От там през пролетта на 1689 на запад от Горното езеро открива река Рейни, протичаща през езерата Лак ла Круо, Намакан и Рейни (открити от него) и достига до откритото от него Горско езеро (Lake of the Woods, 49°00′ с. ш. 94°45′ з. д. / 49° с. ш. 94.75° з. д., 4350 км2).
Умира на 12 май 1745 година в Бушервил, Нова Франция, на 77-годишна възраст.